# Корещенко, Арсений Николаевич
Арсений Николаевич Корещенко (6 [18] декабря 1870 — 6 января 1921) — русский композитор.

## Биография
В отрочестве жил и учился в частном пансионе Николая Зверева. В 1884 году поступил, а в 1891 окончил Московскую консерваторию с золотой медалью (ученик, в частности, Сергея Танеева, Антона Аренского и Павла Пабста). До 1894 года преподавал там же музыкальную энциклопедию и гармонию. С 1894 года занимался музыкальной критикой и преподавал. Организовал собственную Школу А. Н. Корещенко, где преподавал фортепиано на старших курсах с 1906 по 1919. В 1919 году уехал с женой в Харьков, где стал ректором Харьковской консерватории (Музыкальной академии), преподавал фортепиано и композицию.
Главные его сочинения: оперы «Пир Валтасара», «Ангел смерти» и «Ледяной дом», балет «Волшебное зеркало», музыка к трагедиям Еврипида «Троянки» и «Ифигения в Авлиде», 2 симфонические картины, «Армянская сюита», лирическая симфония, кантата «Дон Жуан», армянские и грузинские песни, Концертная фантазия для фортепиано с оркестром, «Scènes enfantines» для фортепиано.
Современники по-разному относились к творчеству Корещенко. Александр Глазунов сам рекомендовал его дирекции императорских театров для написания балета «Волшебное зеркало». После премьеры упомянутого балета его партитура критиковалась в печати. Известна эпиграмма, часто приписываемая Танееву (подлинных сведений о сочинителе нет): «От музыки Корещенки // Подохли во дворе щенки». Однако, по словам Гиляровского, все восхищались «талантом юного композитора-пианиста».

## Семья
Жена — Елена Ивановна Корещенко (в девичестве Ветошкина), фортепианный педагог.